# Белоснежка: Месть гномов
«Белоснежка: Месть гномов» (англ. Mirror Mirror) — фэнтезийный комедийный фильм режиссёра Тарсема Сингха, вольная экранизация сказки братьев Гримм.
В России фильм вышел в прокат 15 марта 2012 года, в США вышел 30 марта.

## Сюжет

Лили Коллинз в роли Белоснежки

Фильм начинается с рассказа мачехи Белоснежки королевы Клементианны (Джулия Робертс). Она рассказывает историю, как у одной пары в далёком королевстве родилась прекрасная дочь. Вскоре после родов мать девочки умирает, и отец (Шон Бин), король того государства, сам заботится о дочке, пытаясь вырастить из неё наследницу престола. Спустя восемь лет Король находит себе новую жену — Клементианну. Вскоре после свадьбы король уезжает на битву с некими тёмными силами и исчезает, оставив дочке свой кинжал. Она ищет его в лесу, но не находит.
Спустя десять лет королевство практически разрушено: страну сковал вечный лёд, во дворце пируют богачи, а в городе погибают от голода простые люди. Королева узурпировала власть, скрыв ото всех, что истинная наследница престола не она, а её падчерица. Повзрослевшая Белоснежка (Лили Коллинз) на своё восемнадцатилетие узнаёт от своих друзей среди прислуги об ужасах, творящихся вне стен замка и получает в подарок кинжал своего отца. Белоснежку угнетает её жизнь во дворце: её не уважают, а Королева постоянно унижает её. Белоснежка маскируется и покидает дворец.

## В ролях
| Персонаж         | Актёр              | Русский дубляж      |
| ---------------- | ------------------ | ------------------- |
| Королева         | Джулия Робертс     | Елена Шульман       |
| Белоснежка       | Лили Коллинз       | Аделина Червякова   |
| Принц Элкотт     | Арми Хаммер        | Глеб Гаврилов       |
| Брайтон          | Нейтан Лейн        | Валентин Морозов    |
| Наполеон         | Джордан Прентис    | Максим Сергеев      |
| Полпинты         | Марк Повинелли     | Сергей Бызгу        |
| Харч             | Джо Гноффо         | Сергей Куприянов    |
| Гримм            | Дэнни Вудберн      | Александр Аравушкин |
| Волк             | Себастьян Сарасено | Андрей Шамин        |
| Мясник           | Мартин Клебба      | Анатолий Петров     |
| Хи-Хик           | Рональд Ли Кларк   | Рональд Ли Кларк    |
| Чарльз Ренбок    | Роберт Эммс        | Андрей Лёвин        |
| Тётушка Маргарет | Мэр Уиннингэм      | Светлана Шейченко   |
| Барон            | Майкл Лернер       | Валерий Никитенко   |
| Король           | Шон Бин            | Станислав Концевич  |

## Производство
На роль Белоснежки рассматривалась Сирша Ронан, но её кандидатура была отклонена из-за слишком большой разницы в возрасте между ней и Арми Хаммером. На роль принца рассматривались Алекс Петтифер, Джеймс Хозиер и Джеймс Макэвой.
Костюмы для фильма разработала японский дизайнер, обладательница премии «Оскар» Эйко Исиока.
Съёмки начались 20 июня 2011 года.